# Tressan
Tressan is een gemeente in het Franse departement Hérault (regio Occitanie) en telt 467 inwoners (2005). De plaats maakt deel uit van het arrondissement Lodève.

## Geografie
De oppervlakte van Tressan bedraagt 3,9 km², de bevolkingsdichtheid is 119,7 inwoners per km².
De onderstaande kaart toont de ligging van Tressan met de belangrijkste infrastructuur en aangrenzende gemeenten.

## Demografie
Onderstaande figuur toont het verloop van het inwonertal (bron: INSEE-tellingen).